# Сніжа
Сніжа (рос. Снижа) — село в Дмитрієвському районі Курської області Російської Федерації.
Населення становить 269 осіб. Входить до складу муніципального утворення Новопершинська сільрада.

## Історія
Населений пункт розташований на території українського етнічного та культурного краю Східна Слобожанщина.
Від 2004 року входить до складу муніципального утворення Новопершинська сільрада.

## Населення
| 1862 | 2002 | 2010 |
| ---- | ---- | ---- |
| 652  | ↘409 | ↘269 |